# IFW
Pour les articles homonymes, voir IFW (homonymie).
IFW (Iliad Free Wimax), filiale du groupe Iliad, est opérateur WiMAX national.
IFW est le nouveau nom de la société Altitude Telecom après son acquisition au sein du groupe Iliad en septembre 2005.
Cette acquisition permet au groupe Iliad de récupérer les droits liés à l'unique licence WiMax nationale accordée par l'ARCEP.